# Hans af Danmark
 Der er flere personer med dette navn, se Hans af Danmark (flertydig).
Hans (født 2. februar 1455 i Aalborg, død 20. februar 1513 sammesteds) var konge af Danmark fra 1481 til 1513, af Norge fra 1483 til 1513 og af Sverige fra 1497 til 1501 som Johan II. Han var søn af Christian 1. og Dorothea af Brandenburg.
Hans var gift med Christine af Sachsen, og sammen fik de fem eller seks børn.
Da Hans blev konge, var han den første danskfødte prins i over 100 år til at blive konge af Danmark.
Skønt Hans' far havde sørget for, at sønnen allerede som barn var blevet udpeget til tronfølger på møder, der repræsenterede de tre nordiske riger, og tillige også var blevet udset til efterfølger i hertugdømmerne, så var det efter Christian 1.'s død i 1481 kun i Danmark, at Hans forholdsvis gnidningsfrit kunne overtage tronen. I Norge lykkedes det først efter en del forhandlinger og stridigheder for Hans at blive anerkendt som konge i 1483, og samme år blev han også hyldet i hertugdømmerne, men i Sverige udviklede forhandlingerne om overdragelse af kongeværdigheden til Hans sig til et spil om, hvor meget eller lidt magt kongen skulle have, og først da svenskerne blev trætte af rigsforstanderen Sten Sture den ældre i 1497 så Hans en mulighed for at slå til, og efter at Hans' styrker havde nedkæmpet den bevæbnede bondehær i Dalarne i september 1497, kunne Hans endelig blive kronet til svensk konge i november 1497, hvorved de tre riger igen var samlet under den samme krone.
Efter et nederlag for kong Hans' styrker i Ditmarsken i 1500 opstod der snart efter igen uro i Sverige, og i august 1501 måtte Hans forlade Stockholm, og det lykkedes ham ikke i resten af sin regeringstid at få kontrol over Sverige igen.

## Liv og gerning

### Opvækst
Hans blev født på Aalborghus Slot som kongeparrets tredje søn. Han var den første danskfødte konge i mere end 100 år - hans forgængere var kommet fra det, der i dag er Tyskland, Polen eller Norge. Begge kong Hans' forældre kom fra Nordtyskland. Begge hans storebrødre var døde som små, mens han havde to overlevende yngre søskende, Margrete, som giftede sig med Jakob 3., konge af Skotland og blev oldemor til Maria Stuart, og den 15 år yngre Frederik, som også blev konge af Danmark og Norge fra 1523 til 1533 som Frederik 1.

### Udnævnelsen til konge
De nordiske lande var valgkongedømmer, men Christian 1. havde sørget for at få sin ældste søn valgt til tronarving i alle landene; i Danmark i 1456 og i Norge og Sverige på et møde i Skara den 19. januar 1458; desuden havde Hertugdømmernes stænder den 20. maj 1466 erklæret ham for faderens efterfølger, såfremt han var eneste søn. Kom der flere sønner, skulle sagen ordnes på et møde af danske rigsråder og slesvig-holstenske landråder. Da Christian var død, satte landene betingelser for at ville acceptere Hans. I august 1481 trådte det norske rigsråd sammen i Bergen. Mødet i januar 1482 blev holdt i Oslo, og da kom der svenske udsendinge til, så man fik indgået en bindende aftale om, at Norge og Sverige skulle stå sammen ved det kommende kongevalg.
Vigtigst i Norge var kravet om en egen norsk statskasse, så landets indtægter ikke mere forsvandt til Danmark, og om at magtpositionerne blev forbeholdt nordmænd, fx som høvedsmænd på fæstningerne. Murborge var almindelige på kontinentet, men sjældne i Norge, hvor der kun fandtes fem: Akershus, Bergenhus, Tønsberghus, Båhus og Vardøhus. Videre ønskede rigsrådet Shetland og Orknøerne tilbageført til Norge, efter at Christian 1. havde tilladt sig at pantsætte dem til Skotland. Kong Hans kunne først vælges til norsk konge, når nordmænd havde fuld kontrol over landet. Problemet var, at kong Hans allerede havde indsat en dansker, Jørgen Lauritzen, som kommandant på Båhus, Norges stærkeste fæstning (hvoraf navnet Båhuslen) - og Lauritzen nægtede at overgive den. Sommeren 1482 samlede det norske rigsråd dermed en væbnet skare ved Jarlsø. Norges rigsforstander, Jon Smør, ankom fra Bergen og satte sig i spidsen for skaren. Ærkebiskop Gaute drog i felten som militær leder sammen med biskopperne fra Bergen og Stavanger. De sejlede ud fra Oslofjorden, og i Marstrand, som den gang var Norges sydligste by, medtog de en gruppe kampklare bønder. De belejrede så Båhus fæstning, der lå på en 40 m høj klippe og ikke kunne indtages med magt. Men efter en måneds belejring overgav kong Hans borgen til nordmændene, mod løfte om, at de mødte til forhandlinger i Halmstad 13. januar 1483.

#### Hertugdømmerne
I Hertugdømmerne var situationen den, at enkedronning Dorothea sad inde med hele området som pant. Hun havde ønsket, at den yngre søn Frederik skulle udnævnes til herre over hele området, men Hans fik gennemtrumfet en deling af magten. Hyldingen foregik ved Levensau den 29. december 1483, året efter overtagelsen af regeringen, og da Frederik i 1490 blev myndig, foretoges den 10. august en deling af landene, ikke efter arealet, men efter indtægterne, hvorved kongen fik den segebergske del og hertugen den gottorpske, således kaldte efter hovedslottene. For ikke at bryde traktaten om at hertugdømmerne skulle forblive udelt sammen, hed det sig, at Hans og Frederik skulle regere dem i fællesskab.

#### Norge
Svenskerne mødte ikke til det aftalte møde i Halmstad i januar 1483, men der underskrev kong Hans så Halmstad-recessen, der fastslog, at
- de nordiske lande skulle være selvstændige riger, skønt med en fælles konge, og at
- deres rigsråder skulle have en stærk og selvstændig stilling.[8]

Norge var nu sikret sin egen statskasse og at styres efter sine egne love, og ingen udlænding kunne blive lensherre eller rådmand, medmindre han var gift med en norsk kvinde. Ved kongens død skulle Norge gå tilbage til det norske rigsråd, ikke til kongens søn. Og hvis kong Hans ikke holdt sine løfter, havde norsk adel ret og pligt til at afsætte ham. Efter denne håndfæstning kunne Hans krones til norsk konge. Samme år den 18. maj blev Hans og hans dronning Christine kronet i København af ærkebiskop Jens Brostrup. Der blev for anledningen afholdt et "dystløb", dvs. en ridderturnering.
Efter sin kongekroning i København rejste Hans direkte til Norge for at krones der. Han sejlede til Oslo, og sankthansaften 1483 startede han færden på hesteryg over Dovre til Trondhjem. Første gang en norsk konge blev kronet der, var i 1449. Den gang kæmpede kong Hans' far, Christian 1., med den svenske kong Karl om den norske krone, og i løbet af kun et år lod begge sig krone i Nidarosdomen for at knyttes til helgenkongen St. Olav. Kong Hans kunne have gjort som andre konger før ham og ladt sig krone i Oslo eller Bergen, men han fulgte sin fars eksempel og valgte Trondhjem. Nogle få måneder efter kroningen døde den nye høvedsmand på Båhus, Jon Smør, i et forlis. Straks brød kong Hans sine løfter, og udnævnte som ny høvedsmand på Båhus en dansker.

#### Sverige
Også i Sverige fik unionsvennerne overhånd, og et aftalt møde i Kalmar fandt virkelig sted. Her modtog det svenske rigsråd og også Sten Sture Halmstad-håndfæstningen med få tilføjelser af hensyn til svenske forhold og forpligtede sig ved Kalmar-recessen af 7. september 1483 til at antage Hans til Sveriges konge. Den egentlige overdragelse af riget skulle finde sted det følgende år i Kalmar med kong Hans til stede, og tillige skulle besiddelsen af Gotland afgøres. Kalmar-recessen klarlagde, hvilken magt Hans ville få som konge af Sverige, og hvilken magt det svenske rigsråd skulle sidde med. Så genstod kun selve kongevalget, men Hans udeblev, da han ville have mere magt, end recessen åbnede for. Det svenske rigsråd ville godt have ham som konge, men uden reel magt, nærmest som den svenske konge i dag. Hans ville derimod være konge af Sverige med magt over landet. Endelig ville rigsforstanderen Sten Sture selv beholde den magt, han havde siddet med i 20 år. Resultatet var, at en del svenskere begyndte at vurdere, om en dansk konge, man sjældent så noget til, ikke var at foretrække fremfor en egenrådig rigsforstander, man ikke blev af med.

#### Uløste problemer
I de følgende år var Hans stadig optaget af forholdet til Sverige og til sin bror. Frederik var fortsat utilfreds med sin andel. Han gjorde endog krav på et større len i Danmark og en del af Norge, idet overenskomsten i Bergen af 29. august 1450 sagde, at kongesønner uden krone skulle forsørges på tilbørlig vis. Kong Hans nølede med at gøre krav på Sverige, også da Sten Sture kom i strid med lensmanden på Gotland Iver Axelsen Thott, fordi Thott drev sørøvervirksomhed i Østersøen og skadede hansestæderne, der var Sten Stures forbundsfæller. Thott opfordrede forgæves kong Hans til et fælles angreb på Sverige, og da Thott ikke kunne stå sig mod Sten Sture, overgav han øen til Hans mod at få sin gård Lilø i Skåne tilbage. I de følgende år blev forholdet mellem Sten Sture og det svenske rigsråd stedse mere spændt, og da Hans sluttede forbund med zar Ivan 3. af Rusland, frygtede svenskerne et angreb fra to sider og gjorde tilløb til at fuldbyrde Kalmar-recessen, men Sten Sture forstod stadig at trække alle forhandlinger i langdrag. Imidlertid angreb russerne Finland, og under sit halvhjertede forsvar kom Sture i strid med sin rival Svante Nilsson og blev ved sin hjemkomst til Stockholm afsat af rigsrådet i 1497. Han havde dog endnu almuen på sin side og belejrede sine modstandere, der var anført af ærkebiskop Jakob Ulfsson, på Stäket.

#### Kalmarunionen genoprettes
I Danmark var enkedronning Dorothea, der altid tilrådede fred, død i 1495. I marts 1497 blev Sten Sture den ældre afsat af det svenske rigsråd. Til gengæld samlede han bønderne i Dalarne og nedbrændte ærkebispegården i Uppsala, hvorefter bispen lyste ham i band. Det hele udviklede sig til borgerkrig, og kong Hans besluttede at udnytte situationen. 24. juni 1497 gav han Henrik Krummedige besked om at belejre Älvsborg. I juli samlede kongen 5.000 mænd under sin personlige kommando i Blekinge. Der var både udskrevne bønder og adelens stående styrker; men forrest gik lejesoldaterne, den frygtede "sorte garde", som han tre år senere slap løs på befolkningen i Ditmarsken. Garden tog ingen fanger, den dræbte for fode, kendt for sine nådesløse fremstød på slagmarken og mod civilbefolkningen i Tyskland og Nederland. Da garden marcherede gennem Holsten på sin vej mod Sverige, flygtede bønderne i sikkerhed bag Lübecks bymur. Samtidig skulle styrker fra Norge trænge ind i Sverige vestfra. I august sendte kong Hans besked til Krummedige, der stadig belejrede Älvsborg, at bønderne i det område skulle levere forsyninger til hæren. Hvis bønderne satte sig til modværge, fordi de selv behøvede maden, havde kong Hans instruksen parat: "Straf den almue, der er ulydig, og hug dem en hånd eller en fod af."
Dalkarlene blev slået i slaget ved Rotebro den 28. september. Kort efter mødtes kongen og Sten Sture og sluttede en overenskomst, hvorefter Sture nedlagde sit rigsforstanderskab fik Finland som len. Den 26. november 1497 blev Hans kronet på Mora ting som Sveriges konge, og den 5. december valgte rigsrådet hans søn Christian til hans efterfølger. Kalmarunionen var genoprettet, men kun i fire år frem til maj 1502, da Sten Sture igen overtog magten i Sverige.

### Togt mod Ditmarsken
Formelt var Ditmarsken under Christian 1. blevet en del af hertugdømmet Holsten, men reelt fungerede det fortsat som en selvstændig bonderepublik. I 1499 havde kong Hans i landdagen i Rendsburg forlangt, at ditmarskerne skulle indgå i hans kongedømme og skatte 15.000 Mark årligt, samt rejse tre fæstninger. Disse krav blev afvist af indbyggerne. 11. februar 1500 angreb de to brødre, hertug Frederik og kong Hans, sammen med det holstenske ridderskab Ditmarsken med en hær på 12.000 mand, hvoraf 4.000 var lejesoldater, kendt som "den sorte garde". Om dem sagde en tidligere anfører, at de var "de bedste soldater, men også de mest fordærvede mennesker, jeg har set." Denne bande slap kong Hans løs på en fredelig bondebefolkning. Hovedstaden Meldorf måtte hurtigt overgive sig. Landsknægte og adelige ryttere drog derpå ud i marsken, fulgt af artilleri og vogne (hvoraf nogen var tomme, beregnede til at transportere det forventede krigsbytte). Ditmarskerne betragtede med foragt de adeliges udstyr; guldkæder og perlesmykker, som om de red til bryllup og ikke i krig. Kolonnen må have strakt sig over 2,5 km med mere end 800 heste. Alle i Meldorf, der ellers kunne, var flygtet og tog opstilling ved en gammel skanse, på plattysk kaldet Dusenddüwelswarf (højtysk: Tausendteufelswall = tusinddjævlemuren) ved Hemmingstedt. Denne skanse spærrede vejen for kong Hans' tropper.
Den sorte garde havde et overvældende talmæssigt overtag over ditmarskerne. Men disse åbnede digerne mod Vesterhavet, så vandet steg på markerne og tvang kolonnen til at holde sig på den smalle vej, mens landskabet rundt om gradvis blev oversvømmet. Da de forreste stormede skansen, smed ditmarskerne rustninger og støvler, og med lanser som springstokke sprang de over grøfterne og angreb lejesoldaterne, der ikke kunne flygte, for bag dem kom bondesoldaterne marcherende og pressede på. Vejen bag dem var blokeret af fremrykkende vogne og kanoner. Tusindvis af mennesker var fanget i et landskab, der langsomt sank og blev til pløre, som vandet steg omkring dem. I panik vendte lejesoldaterne om og flygte gennem rækkerne af bondesoldater, der fortsat var på vej fremad. I dette kaos huggede ditmarskerne kong Hans' hær ned bagfra. Omkring en tredjedel af hæren blev hugget ned eller druknede. Ditmarskerne gik løs på riddernes heste; de tungt pansrede riddere blev liggende hjælpeløse i pløret, når hestene segnede under dem. Sejren var vis for ditmarskerne, og snart lød råbet: "Skån hesten! Dræb manden!" Kong Hans og hertug Frederik red bagerst i trænet, og slaget kan have været forbi, inden de forstod, at det var begyndt. Kong Hans nærmede sig aldrig Ditmarsken igen. Han undslap kun med nød og næppe, mens store dele af den holstenske adel døde. Ditmarskerne begravede kong Hans' faldne fodsoldater; men ligene af hans riddere plyndrede de og efterlod på slagmarken som føde for ravne og hunde.
De 130, som var for syge eller gamle til at flygte fra Meldorf, var myrdet af kong Hans' lejesoldater. Frem til reformationen blev der afholdt årlige sjælemesser for de 130 civile dræbt i massakren.
Angiveligt skulle den originale Dannebrogsfane fra Estlandstoget, som man havde medtaget i forventning om, at det skulle være sejrsbanner, ved denne lejlighed være blevet erobret af ditmarskerne og senere ophængt i kirken i Wöhrden. Andre kilder opgav, at det var i Meldorf kirke, Dannebrog blev ophængt. Snart sivede det ud, at kongen havde lidt et frygteligt nederlag. Nogle dage efter skrev han i et brev: "Vi var draget ind i Ditmarsken med et lille antal folk og havde næsten erobret landet, men blev slået tilbage i mandags, og led stor skade. Vi håber at komme over disse skader og gøre gengæld." Men snart greb uroen om sig; for skadeomfanget kunne ikke holdes skjult, og Sten Sture hørte af bønderne i sit område, at de var parate til en opstand mod den danske konge.

### Nyt oprør i Sverige
Nederlaget i Slaget ved Hemmingstedt fik et nyt svensk oprør mod kong Hans til at bryde ud. Den mest aktive ved denne lejlighed var præsten Hemming Gadh, der i tyve år havde tjent som svensk sendebud i Rom, hvor han blev gjort til pavelig kammerherre af Borgia-paven selv. Gadh havde arbejdet ihærdigt for Sten Stures interesser, og modarbejdet kong Hans' forsøg på at få pavens støtte til at overtage den svenske trone. Tilbage i Sverige fik Hemming Gadh de gamle modstandere Sten og Svante Sture forsonet. I januar 1501 kom Hans til Stockholm sammen med sin kone for at behandle problemet med de stadige russiske angreb på grænsen i Finland. Et samstemmigt svensk rigsråd leverede en flængende kritik af kong Hans' styre og den måde, hans danske fogeder opførte sig på i Sverige. Værre var det dog, at russisk delegation fra storfyrst Ivan 3. dukkede op. På latin bad de kong Hans om at opfylde sin del af aftalen med storfyrsten, og afslørede i svenskernes påhør, at Ivan 3.s angreb på Finland netop var efter aftale med kong Hans - for at hjælpe ham til den svenske trone.
Svenske bønder og adelsmænd rejste sig nu til oprør mod kong Hans, der stadig var i Stockholm, da også Sten Sture opsagde sin troskab til ham. To dage senere, 11. august 1501, gik kongen om bord i sit skib og forlod byen. På Stockholms Slot efterlod han dronning Christine som kommandant. Hun holdt slottet i syv måneder. 10. oktober 1501 belejrede oprørerne Stockholm. 17. oktober under forhandlingerne mellem oprørerne og den danske dronning brød der brand ud i byen, og en fjerdedel af Stockholm nedbrændte. I kaosset, da indbyggerne fortvivlet forsøgte at frelse liv og ejendele, benyttede oprørerne chancen til at tage kontrol over byen. 17 af oprørslederne anklagede i et brev dronningens folk for at have anstiftet branden. Christine anklagede oprørerne for det samme, og de var jo også de eneste, der havde haft fordel af den. I hvert fald ville dronning Christine intet tjene på at antænde en by, hvor hun selv var indespærret.
Svenskerne reagerede på, at kong Hans skulle have taget sin elskerinde Edele Jernskæg - dronningens hofdame - med hjem til Danmark, da han lod sin kone tilbage. De tilbød hende derfor frit lejde til at forlade Sverige sammen med alle præster og adelige, men det afslog hun. Hun havde tusind mand hos sig på slottet, mange nok til at prøve at bryde ud og generobre Stockholm, og mindst én gang forsøgte de det, affyrede den store kanon og stormede ud af porten i vinternatten, men blev tvunget tilbage. Det bandt store styrker til Stockholm, hvor Hemming Gadh holdt 4.000 væbnede mænd, der delvis måtte underholdes af Stockholms befolkning på allerhøjst 7.000, der for en stor del ikke engang støttede oprøret. Stemningen var derfor anspændt mellem Stockholms indbyggere og Gadhs tropper, og flere gange sneg fiskerbåde sig ud fra slottet og tilbage med fangst, hvorefter byens befolkning blev anklaget for at have hjulpet dem. I december gik en af borgmestrene - der var altid to - over gevind, ødelagde armen på en bonde, forbandede almuen og bad dem pakke sig hjem. Bønderne gik til rigsrådet og truede med at tage borgmesteren på ordet og forlade Stockholm, så kunne byen forsvare sig selv mod danskerne. Både belejrerne og de belejrede havde kanoner, men ikke kraftige nok til at bryde slotsmurene ned. Søndag 5. december 1501 åbnede slottet ild mod en svensk stilling. Nord for Storkyrkan havde svenskerne bygget en "skærm", sandsynligvis en tømmervæg, men kanonkuglen brasede lige igennem og dræbte to mænd. Kanonkuglerne var massive; de eksploderede ikke, men når de traf nogen, blev knoglestykker fra offeret slynget i alle retninger, med kraft nok til at dræbe eller skade andre. En menneskelig splintbombe.
29. april 1502 gjorde svenske styrker et sidste udfald og trængte helt frem til den inderste borgmur. Her var modstanden så hård, at parterne gik over til forhandlinger. De belejrede vidste ikke, at kong Hans var på vej, og ifølge en stockholmsk overlevering var kun 70 af de tusind i live, og kun ti af dem uskadte. Skørbug havde taget mange liv blandt de belejrede, der overgav sig 9. maj 1502. 12. maj lagde kong Hans' flåde til ved det nuværende Södra Djurgården. Efter henved syv måneders belejring kom han tre dage for sent til at undsætte dronningen. Da slottet alligevel var faldet, vendte han bare om og sejlede tilbage til Danmark. Krigen fortsatte i årevis, men Sverige var tabt.
Dronningen havde opgivet slottet mod frit lejde til Danmark for sig og sit følge. Sten Sture brød sit løfte og tog hende til fange, hvad der blev anset som æreløst. Dronning Christine sad fanget i halvandet år i hårde kår. Det danske rigsråd klagede over behandlingen, Christine blev udsat for, mens svenskerne for at frigive hende forlangte at få de slotte og fæstninger tilbage, som kong Hans stadig holdt i Sverige. Kardinal Raymund Pérault, som drev afladshandel i Norden, fik med lübeckernes bistand sat dronningen fri. I december 1503 blev hun højtideligt modtaget af sin ældste søn og den danske adel efter tre års fravær. I Norge var der også brudt oprør ud, men Hans' søn prins Christian slog opstanden ned med stor brutalitet og blev indsat som vicekonge i Norge i 1506.

### Forsøgene på at blive unionskonge igen ved stadige løftebrud
Resten af Hans' regeringstid gik hen med krige og frugtesløse underhandlinger med Sverige og hansestæderne. Undertiden så det ud til, at der skulle komme fred. Således havde svenskerne i juni 1505 fastsat et møde i Kalmar, hvor rigernes mellemværende skulle afgøres, men da kun de danske og norske rigsråder mødte, nedsatte disse sig som en slags højesteret og dømte efter romerretten Sten Sture og hans tilhængere som majestætsforbrydere. Denne dom fik de kejser Maximilian til at bekræfte, og han lyste Rigens Acht over både svenskerne og sine egne undersåtter, der støttede svenskerne. Dette fik dog ingen betydning, da hansestæderne ikke respekterede hans dom.
Over for Hansestæderne var kong Hans ikke så eftergivende som sin fader. I otte år lod han dem vente på stadfæstelsen af deres privilegier, og da de fik den, måtte de dele handelen med andre nationer, idet Hans sluttede handelstraktater med England, Holland, Skotland og Frankrig og tilstod dem lignende rettigheder. Denne modstand mod hansestædernes handelsvælde førte til, at der begyndte at danne sig en dansk handels- og orlogsflåde. Særlig ville Hans forbyde stæderne at handle med Sverige, men da de ikke kunne undvære denne handel fortsatte den. Under disse kampe skabtes den danske flåde. Der blev dog stadig gjort forsøg på at bringe fred i stand, og 1507 blev en sådan sluttet i Nykøbing Falster, men endnu samme år begyndte fjendtlighederne igen.
Kong Hans' egne løftebrud fortsatte. I 1506 indsatte han en dansker, Anders Mus, som biskop i Oslo mod det norske domkapitels vilje, igen et brud på den håndfæstning, han havde indgået med Norge. I 1507, da hans søn Christian var i Norge, bad denne om at blive kronet til norsk konge, selv om hans far stadig var i live. Christian 2. ønskede at blive sin fars medkonge. En sådan ordning var helt uortodoks og ville desuden fratage det norske rigsråd alle forhandlingskort, den dag kong Hans var død, og der skulle aftales en håndfæstning med hans søn. Ærkebiskop Gaute afslog derfor at foretage en sådan handling. I 1510 døde ærkebiskop Gaute, og Nidarosdomens 24 kanniker valgte Jon Krabbe, der så skulle til Rom for at få pave Julius 2.s godkendelse. Igen brød kong Hans sine løfter til Norge, og valgte en dansker, Erik Valkendorf, til norsk ærkebiskop. For en rundelig sum erklærede pave Julius 2. domkapitlets lovlige dom som ugyldig. 16. august 1510 blev Erik Valkendorf derfor indsat som Norges ærkebiskop. Jon Krabbe blev tildelt Mariakirken på Tromsøya som en art plaster på såret. I 1512 blev nok en udlænding indsat i en vigtig stilling i Norge. Det var hollænderen Herman Willums, Dyvekes morbror, der blev indsat som høvedsmand på Bergenhus fæstning.
I 1509 indgik svenske udsendinge til København en fredsaftale, der imidlertid indebar, at kong Hans skulle afpresse Sverige en stor årlig tribut. Den blev da heller aldrig betalt. Tværtimod lykkedes Sverige i at gå i forbund med Lübeck, og fik dermed en stor flåde på sin side. Da hansestæderne i 1510 udstedte en formel krigserklæring, fulgte Sverige deres eksempel. Den søkrig, som nu fulgte, blev ført med stor kraft fra dansk side under søhelte som Jens Ulfstand, Søren Norby og Otte Rud. Sensommeren 1510 hærgede flådestyrker fra Lübeck de danske øer, og 700 svenske ryttere angreb Skåne. Disse blev slået tilbage, men samtidig angreb svenskerne kong Hans' vigtigste støttepunkter i Sverige: Borgholm på Øland og Kalmar, som han nu måtte opgive.
Kong Hans svor hævn. For at kunne bekæmpe Hanseforbundet havde han skabt en dansk orlogsflåde, som nu vandt sine første sejre. Hans søn Christian rykkede i vinteren 1511 ind i Sverige fra Norge og nedkæmpede modstanden med stor brutalitet mod den svenske civilbefolkning. Efter Svante Nilssons død 2. januar 1512 sluttedes der i Malmø fred mellem Danmark og Lübeck 23. april 1512 i Malmø. Lübeck skulle betale kong Hans en erstatning på ƒ 30.000,- gylden, og afbryde handelen med Sverige, dersom de ikke kom overens med Hans, og betale en bøde. Med stort besvær klarede Svante Nilssons søn, Sten Sture den yngre, at blive valgt til svensk rigsforstander. Han blev nødt til at godtage en ny våbenhvileaftale med kong Hans ud fra de gamle vilkår: Hvis svenskerne ikke ville acceptere Hans som konge, skulle de betale en årlig tribut.

### Forsøgene på at vinde jord tilbage
Sideløbende med sine udenrigspolitiske problemer forsøgte Hans at vinde jord tilbage. Da Poul Laxmand blev dræbt, blev hans mordere ikke anklagede. I stedet blev den døde anklaget for højforræderi, og alt hans gods tildømt Kronen. På samme måde gik det den norske ridder Knut Alvsson (ca. 1455 - 18. august 1502): Morderne gik fri, mens den døde mand blev dømt. Som Norges største jordejer var Alvssons gods af stor interesse for den danske konge. En tid var han høvedsmand på Akershus fæstning; det var også der, han blev dræbt, og han blev liggende ubegravet i Kanniketårnet - senere omdøbt efter ham til Knutstårnet - i 12 år, til Christian 2. lod ham begrave i viet jord.

### Møntsystem
Med kong Hans kom der fart i norsk udmøntning efter henved 100 år uden møntprægning. I sin håndfæstning havde han måttet gå med på at lade slå penninger i Trondhjem efter Nidaros domkirkes privilegier, dertil i Oslo og Bergen. Dermed blev det gamle norske møntsystem afløst af det lybske møntsystem med Lübsche Mark - mark fra Lübeck.

### Død
I januar 1513 var kong Hans på vej fra Ribe til Aalborg, da hans hest styrtede i vadestedet over Skjern Å mellem Skjern og Tarm. Han var på rundrejse for at skøtte sine pligter som øverste dommer på rettertingene. Hans ældste søn og dronning Christine var med i følget, skønt kongeparret de sidste år havde levet adskilt, med dronningen bosat med sin egen husholdning i Odense. Kongen blev gennemvåd ved faldet, men fortsatte imidlertid til Aalborg, hvor han blev stadig svagere, og døde på Aalborghus Slot, hvor han var født 58 år tidligere. Han blev efterfulgt på tronen af sin søn Christian 2. Han blev begravet i Graabrødre Klosterkirke i Odense. Da gråbrødrekirken skulle nedrives, blev de kongelige lig og mindesmærker i 1805 flyttet til Sankt Knuds Kirke i Odense.

## Personlighed
Mens kong Hans i den første del af sin regeringstid viste tålmodighed, diplomatiske evner og beherskelse i sin unionspolitik, var hans unionskrige udpræget kyniske og brutale. Fra 1501 var han en hidsig, pågående og rethaverisk hersker uden tiltro til forhandlinger. Han havde brugt hele sin regeringstid på at prøve at underlægge sig Sverige. I 16 år førte han forhandlinger, før han greb til våben. Derefter fulgte næsten ligeså mange år med krig, og ved sin død var han lige langt fra målet som ved start.

## Eftermæle
Kong Hans har lagt navn til Kong Hans' Vingård i Vingårdstræde i København. I 1976 åbnede en gourmetrestaurant i bygningens kælder under navnet Kong Hans Kælder. I 1983 blev det den første danske restaurant, som modtog en stjerne i den eftertragtede franske Michelinguide. Ved vadestedet mellem Skjern og Tarm blev Kong Hans' Bro opført i forbindelse med Skjern Å's tilbageføring i 2003. Broen er Danmarks længste hængebro af træ. De kraftige pyloner er bygget af ”flådeege” plantet i 1807. De var tiltænkt bygning af krigsskibe, men da træerne nåede mastehøjde, var behovet for træ-krigsskibe meget begrænset.

## Familie

### Ægteskab og børn
Hans blev trolovet i 1477 og gift den 6. september 1478 på Københavns Slot med Christine af Sachsen (1461-1521), datter af kurfyrst Ernst af Sachsen og Elisabeth af Bayern-München. Christine fik han fem børn med, hvoraf tre døde i en ung alder; kun Christian 2. og datteren Elisabeth overlevede længere end forældrene.
Han holdt Edele Jernskæg som sin elskerinde. Omkring 1498 blev hun hofdame for dronning Christine. Edele blev gift med Torben Bille til Abrahamstrup (Jægerspris) i 1501 eller 1502, og døde i 1512.
En familietradition, der ikke kan efterprøves, og som første gang nedfældedes på skrift af Præst Jakob Elling i en præsteindberetning fra 1766, vil lade vide, at kong Hans også havde et forhold til Mette Tuesdatter, født på Eltanggård og hustru til Niels Pedersen, herredsfogeden i Skærup, hvem han fik et barn med: Hans Hansen, født ca. 1476 - død 1546. Den anden efterkommer med navnet Hans Hansen døde ca. 1578 blev begravet inde i Skærup Kirke - ligtræer af HH’er  kan stadig ses i Skærup kirke.
| Navn         | Født          | Død             | Bemærkninger                                                       |
| ------------ | ------------- | --------------- | ------------------------------------------------------------------ |
| Hans         | 1479          | 1480            |                                                                    |
| Ernst        | 1480          | 1480            |                                                                    |
| Christian 2. | 1. juli 1481  | 25. januar 1559 | Konge af Danmark, Norge og Sverige, gift med Elisabeth af Habsburg |
| Jacob        | 1484          | 1566            | Omdiskuteret. Muligvis identisk med Jacob den Danske               |
| Elisabeth    | 24. juni 1485 | 10. juni 1555   | gift 1502 med kurfyrst Joachim 1. af Brandenburg                   |
| Frans        | 15. juli 1497 | 1. april 1511   | død af pest                                                        |

### Aner
| \| \| \| \| \| \| \| \| \| \| \| \| \| Konrad 1. af Oldenburg \| \| \| \| \| \| \| \| \| \| \| \| \| \| \| \| \| Christian 5. af Oldenburg \| \| \| \| \| \| \| \| \| \| \| \| \| \| \| \| \| \| \| \| \| \| \| \| \| \| \| \| \| \| \| Ingeborg af Itzehoe \| \| \| \| \| \| \| \| \| \| \| \| \| \| \| \| \| \| \| \| \| \| \| \| \| Didrik den Lykkelige af Oldenburg \| \| \| \| \| \| \| \| \| \| \| \| \| \| \| \| \| \| \| \| \| \| \| \| \| \| \| \| \| \| \| Didrik 5. af Hohnstein-Heringen \| \| \| \| \| \| \| \| \| \| \| \| \| \| \| \| \| \| \| \| \| \| \| \| \| Agnes af Hohnstein \| \| \| \| \| \| \| \| \| \| \| \| \| \| \| \| \| \| \| \| \| \| \| \| \| \| \| \| \| \| \| Sophie af Braunschweig \| \| \| \| \| \| \| \| \| \| \| \| \| \| \| \| \| \| \| \| \| \| \| \| \| Christian 1. af Danmark \| \| \| \| \| \| \| \| \| \| \| \| \| \| \| \| \| \| \| \| \| \| \| \| \| \| \| \| \| \| \| Henrik 2. af Holsten \| \| \| \| \| \| \| \| \| \| \| \| \| \| \| \| \| \| \| \| \| \| \| \| \| Gerhard 6. af Holsten \| \| \| \| \| \| \| \| \| \| \| \| \| \| \| \| \| \| \| \| \| \| \| \| \| \| \| \| \| \| \| Ingeborg af Mecklenburg \| \| \| \| \| \| \| \| \| \| \| \| \| \| \| \| \| \| \| \| \| \| \| \| \| Hedevig af Holsten \| \| \| \| \| \| \| \| \| \| \| \| \| \| \| \| \| \| \| \| \| \| \| \| \| \| \| \| \| \| \| Magnus 2. af Braunschweig-Lüneburg \| \| \| \| \| \| \| \| \| \| \| \| \| \| \| \| \| \| \| \| \| \| \| \| \| Elisabeth af Braunschweig \| \| \| \| \| \| \| \| \| \| \| \| \| \| \| \| \| \| \| \| \| \| \| \| \| \| \| \| \| \| \| Katharina af Anhalt-Bernburg \| \| \| \| \| \| \| \| \| \| \| \| \| \| \| \| \| \| \| \| \| \| \| \| Hans af Danmark \| \| \| \| \| \| \| \| \| \| \| \| \| \| \| \| \| \| \| \| \| \| \| \| \| \| \| \| \| \| \| Frederik 5. af Nürnberg \| \| \| \| \| \| \| \| \| \| \| \| \| \| \| \| \| \| \| \| \| \| \| \| \| \| Frederik 1. af Brandenburg \| \| \| \| \| \| \| \| \| \| \| \| \| \| \| \| \| \| \| \| \| \| \| \| \| \| \| \| \| \| \| Elisabeth af Meissen \| \| \| \| \| \| \| \| \| \| \| \| \| \| \| \| \| \| \| \| \| \| \| \| \| Johan af Brandenburg-Kulmbach \| \| \| \| \| \| \| \| \| \| \| \| \| \| \| \| \| \| \| \| \| \| \| \| \| \| \| \| \| \| \| Frederik af Bayern \| \| \| \| \| \| \| \| \| \| \| \| \| \| \| \| \| \| \| \| \| \| \| \| \| Elisabeth af Bayern-München \| \| \| \| \| \| \| \| \| \| \| \| \| \| \| \| \| \| \| \| \| \| \| \| \| \| \| \| \| \| \| Maddalena Visconti \| \| \| \| \| \| \| \| \| \| \| \| \| \| \| \| \| \| \| \| \| \| \| \| \| Dorothea af Brandenburg \| \| \| \| \| \| \| \| \| \| \| \| \| \| \| \| \| \| \| \| \| \| \| \| \| \| \| \| \| \| \| Wenceslas 1. af Sachsen-Wittenberg \| \| \| \| \| \| \| \| \| \| \| \| \| \| \| \| \| \| \| \| \| \| \| \| \| Rudolf 3. af Sachsen-Wittenberg \| \| \| \| \| \| \| \| \| \| \| \| \| \| \| \| \| \| \| \| \| \| \| \| \| \| \| \| \| \| \| Cecilia di Carrara \| \| \| \| \| \| \| \| \| \| \| \| \| \| \| \| \| \| \| \| \| \| \| \| \| Barbara af Sachsen-Wittenberg \| \| \| \| \| \| \| \| \| \| \| \| \| \| \| \| \| \| \| \| \| \| \| \| \| \| \| \| \| \| \| Robert 1. af Liegnitz \| \| \| \| \| \| \| \| \| \| \| \| \| \| \| \| \| \| \| \| \| \| \| \| \| Barbara af Liegnitz \| \| \| \| \| \| \| \| \| \| \| \| \| \| \| \| \| \| \| \| \| \| \| \| \| \| \| \| \| \| \| Hedwig af Sagan \| \| \| \| \| \| \| \| \| \| \| \| \| \| \| \| \| \| \| \| \| \| \| |                                   |  |                         |                                    |  |  |  |  |  |  |  |                        |
| |                                   |  |                         |                                    |  |  |  |  |  |  |  | Konrad 1. af Oldenburg |
| |                                   |  |                         |                                    |  |  |  |  |  |  |  |                        |
| | Christian 5. af Oldenburg         |  |                         |                                    |  |  |  |  |  |  |  |                        |
| |                                   |  |                         |                                    |  |  |  |  |  |  |  |                        |
| |                                   |  |                         | Ingeborg af Itzehoe                |  |  |  |  |  |  |  |                        |
| |                                   |  |                         |                                    |  |  |  |  |  |  |  |                        |
| | Didrik den Lykkelige af Oldenburg |  |                         |                                    |  |  |  |  |  |  |  |                        |
| |                                   |  |                         |                                    |  |  |  |  |  |  |  |                        |
| |                                   |  |                         | Didrik 5. af Hohnstein-Heringen    |  |  |  |  |  |  |  |                        |
| |                                   |  |                         |                                    |  |  |  |  |  |  |  |                        |
| | Agnes af Hohnstein                |  |                         |                                    |  |  |  |  |  |  |  |                        |
| |                                   |  |                         |                                    |  |  |  |  |  |  |  |                        |
| |                                   |  |                         | Sophie af Braunschweig             |  |  |  |  |  |  |  |                        |
| |                                   |  |                         |                                    |  |  |  |  |  |  |  |                        |
| | Christian 1. af Danmark           |  |                         |                                    |  |  |  |  |  |  |  |                        |
| |                                   |  |                         |                                    |  |  |  |  |  |  |  |                        |
| |                                   |  |                         | Henrik 2. af Holsten               |  |  |  |  |  |  |  |                        |
| |                                   |  |                         |                                    |  |  |  |  |  |  |  |                        |
| | Gerhard 6. af Holsten             |  |                         |                                    |  |  |  |  |  |  |  |                        |
| |                                   |  |                         |                                    |  |  |  |  |  |  |  |                        |
| |                                   |  |                         | Ingeborg af Mecklenburg            |  |  |  |  |  |  |  |                        |
| |                                   |  |                         |                                    |  |  |  |  |  |  |  |                        |
| | Hedevig af Holsten                |  |                         |                                    |  |  |  |  |  |  |  |                        |
| |                                   |  |                         |                                    |  |  |  |  |  |  |  |                        |
| |                                   |  |                         | Magnus 2. af Braunschweig-Lüneburg |  |  |  |  |  |  |  |                        |
| |                                   |  |                         |                                    |  |  |  |  |  |  |  |                        |
| | Elisabeth af Braunschweig         |  |                         |                                    |  |  |  |  |  |  |  |                        |
| |                                   |  |                         |                                    |  |  |  |  |  |  |  |                        |
| |                                   |  |                         | Katharina af Anhalt-Bernburg       |  |  |  |  |  |  |  |                        |
| |                                   |  |                         |                                    |  |  |  |  |  |  |  |                        |
| Hans af Danmark |                                   |  |                         |                                    |  |  |  |  |  |  |  |                        |
| |                                   |  |                         |                                    |  |  |  |  |  |  |  |                        |
| |                                   |  | Frederik 5. af Nürnberg |                                    |  |  |  |  |  |  |  |                        |
| |                                   |  |                         |                                    |  |  |  |  |  |  |  |                        |
| | Frederik 1. af Brandenburg        |  |                         |                                    |  |  |  |  |  |  |  |                        |
| |                                   |  |                         |                                    |  |  |  |  |  |  |  |                        |
| |                                   |  |                         | Elisabeth af Meissen               |  |  |  |  |  |  |  |                        |
| |                                   |  |                         |                                    |  |  |  |  |  |  |  |                        |
| | Johan af Brandenburg-Kulmbach     |  |                         |                                    |  |  |  |  |  |  |  |                        |
| |                                   |  |                         |                                    |  |  |  |  |  |  |  |                        |
| |                                   |  |                         | Frederik af Bayern                 |  |  |  |  |  |  |  |                        |
| |                                   |  |                         |                                    |  |  |  |  |  |  |  |                        |
| | Elisabeth af Bayern-München       |  |                         |                                    |  |  |  |  |  |  |  |                        |
| |                                   |  |                         |                                    |  |  |  |  |  |  |  |                        |
| |                                   |  |                         | Maddalena Visconti                 |  |  |  |  |  |  |  |                        |
| |                                   |  |                         |                                    |  |  |  |  |  |  |  |                        |
| | Dorothea af Brandenburg           |  |                         |                                    |  |  |  |  |  |  |  |                        |
| |                                   |  |                         |                                    |  |  |  |  |  |  |  |                        |
| |                                   |  |                         | Wenceslas 1. af Sachsen-Wittenberg |  |  |  |  |  |  |  |                        |
| |                                   |  |                         |                                    |  |  |  |  |  |  |  |                        |
| | Rudolf 3. af Sachsen-Wittenberg   |  |                         |                                    |  |  |  |  |  |  |  |                        |
| |                                   |  |                         |                                    |  |  |  |  |  |  |  |                        |
| |                                   |  |                         | Cecilia di Carrara                 |  |  |  |  |  |  |  |                        |
| |                                   |  |                         |                                    |  |  |  |  |  |  |  |                        |
| | Barbara af Sachsen-Wittenberg     |  |                         |                                    |  |  |  |  |  |  |  |                        |
| |                                   |  |                         |                                    |  |  |  |  |  |  |  |                        |
| |                                   |  |                         | Robert 1. af Liegnitz              |  |  |  |  |  |  |  |                        |
| |                                   |  |                         |                                    |  |  |  |  |  |  |  |                        |
| | Barbara af Liegnitz               |  |                         |                                    |  |  |  |  |  |  |  |                        |
| |                                   |  |                         |                                    |  |  |  |  |  |  |  |                        |
| |                                   |  |                         | Hedwig af Sagan                    |  |  |  |  |  |  |  |                        |
| |                                   |  |                         |                                    |  |  |  |  |  |  |  |                        |